# 25-я гвардейская танковая бригада
25-я гвардейская танковая бригада — советское гвардейское соединение (танковая бригада) в составе РККА, участвовавшее во многих сражениях Великой Отечественной войны. Период боевых действий: с 26 декабря 1942 года по 24 июля 1943 года; с 15 августа 1943 года по 24 апреля 1944 года; с 16 июня 1944 года по 9 мая 1945 года. 

## Полное наименование
25-я гвардейская танковая Ельнинская ордена Ленина Краснознамённая ордена Суворова бригада.

## История
Приказом НКО СССР № 412 от 26 декабря 1942 года 54-я танковая бригада переименована в 25-ю гвардейскую танковую бригаду.
Бригада входила в состав 2-го гвардейского танкового корпуса.

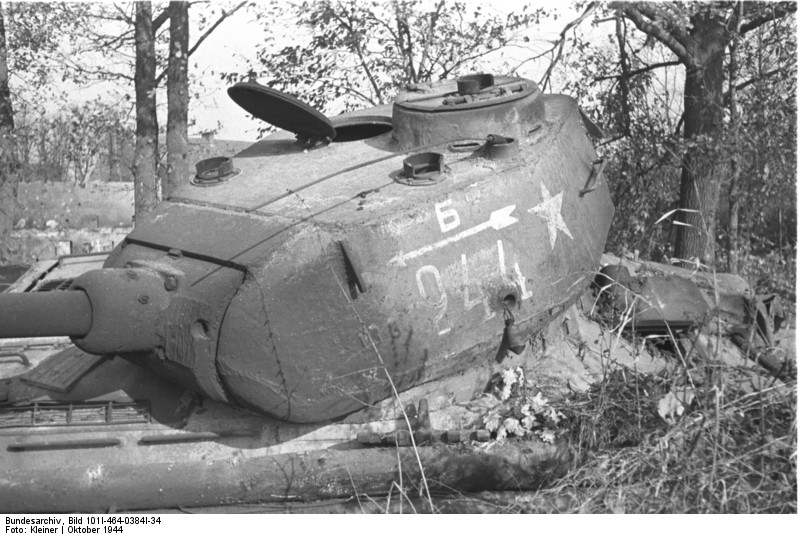
Подбитый Т-34-85 № 244 в окрестностях деревни Неммерсдорф, Восточная Пруссия, 20 октября 1944.

Тактическим знаком соединения являлось изображения стрелы с буквой «Б». Под «стрелой» наносили персональный тактический номер танка (Т-34-85 — «236»). С цифры «200», как правило, начинались номера танков 25-й гвардейской танковой бригады.
24 июля 1945 года бригада переформирована в 25-й гвардейский танковый Ельнинский ордена Ленина, Краснознамённый, ордена Суворова полк. 
Весной 1957 года полк расформирован.

## Командиры
- полковник Поляков Василий Михайлович (с 26.12.1942 по 18.03.1943);
- подполковник Булыгин Семён Мефодьевич (с 19.03.1943 по 10.09.1943);
- полковник Шевченко Марк Терентьевич (с 11.09.1943 по 28.11.1943);
- подполковник Булыгин Семён Мефодьевич (с 19.03.1943 по 10.09.1943);
- полковник Шевченко Марк Терентьевич (с 28.02.1944 по 04.04.1944);
- полковник Клинфельд Давид Яковлевич (с 05.04.1944 по 09.05.1945)

## Знаки отличия
- Почётное звание «Гвардейская»
- Почётное наименование «Ельнинская» присвоено приказом ВГК № 57 от 31 августа 1943 года за отличия в боях за овладение городом Ельня.
- Орден Ленина — награждена Указом Президиума Верховного Совета СССР «О награждении орденами соединений и частей Красной Армии» от 14 ноября 1944 года (объявлен секретным приказом заместителя Народного Комиссара Обороны СССР «О награждении орденами соединений и частей Красной Армии за прорыв обороны немцев и вторжение в пределы Восточной Пруссии») от 25 ноября 1944 г. № 0398  — за образцовое выполнение заданий командования в боях при прорыве обороны немцев и вторжении в пределы Восточной Пруссии, проявленные при этом доблесть и мужество
- Орден Красного Знамени — награждена Указом Президиума Верховного Совета СССР «О награждении орденами соединений и частей Красной Армии» от 23 июля 1944 года (объявлен секретным приказом заместителя Народного Комиссара Обороны СССР «О награждении орденами войсковых частей и соединений Красной Армии за овладение г. Минск») от 28 июля 1944 г. № 0230  — за успешное выполнение заданий командования в боях с немецкими захватчиками, за овладение столицей Советской Белоруссии городом Минск и проявленные при этом доблесть и мужество
- Орден Суворова II степени — награждена Указом Президиума Верховного Совета СССР «О награждении орденами соединений и частей Красной Армии» от 12 августа 1944 года (объявлен секретным приказом заместителя Народного Комиссара Обороны СССР «О награждении орденами войсковых частей и соединений Красной Армии за овладение г. Минск») от 30 августа 1944 г. № 0287  — за образцовое выполнение заданий командования в боях с немецкими захватчиками, за прорыв обороны немцев на реке Неман и проявленные при этом доблесть и мужество

## Состав
- Управление бригады
- 1-й отдельный танковый батальон
- 2-й отдельный танковый батальон

## Вооружение
- на 5 июля 1943 (2-й гвардейский танковый корпус, 5-я гвардейская танковая армия, Степной фронт) — 53 танка, в том числе: 32 Т-34, 21 Т-70[4].
- на 11 июля 1943 (там же) — 47 танков, в том числе: 28 Т-34, 19 Т-70[5].
- на 5:00 12 июля 1943 (там же) — 47 танков, в том числе: 28 Т-34, 19 Т-70[4].
- на 3:00 14 июля 1943 (там же) — 11 танков, в том числе: 2 Т-34, 9 Т-70[4].

## Подчинение
| Дата            | Фронт (округ)         | Армия                  | Корпус                          |
| --------------- | --------------------- | ---------------------- | ------------------------------- |
| 01.01.1943 года | Юго-Западный фронт    |                        | 2-й гвардейский танковый корпус |
| 01.02.1943 года | Юго-Западный фронт    | 3-я гвардейская армия  | 2-й гвардейский танковый корпус |
| 01.03.1943 года | Юго-Западный фронт    |                        | 2-й гвардейский танковый корпус |
| 01.04.1943 года | Воронежский фронт     |                        | 2-й гвардейский танковый корпус |
| 01.08.1943 года | Резерв Ставки ВГК     |                        | 2-й гвардейский танковый корпус |
| 01.09.1943 года | Западный фронт        | 21-я армия             | 2-й гвардейский танковый корпус |
| 01.11.1943 года | Западный фронт        | 31-я армия             | 2-й гвардейский танковый корпус |
| 01.12.1943 года | Западный фронт        | 10-я гвардейская армия | 2-й гвардейский танковый корпус |
| 01.01.1944 года | Западный фронт        |                        | 2-й гвардейский танковый корпус |
| 01.03.1944 года | Западный фронт        | 33-я армия             | 2-й гвардейский танковый корпус |
| 01.05.1944 года | Резерв Ставки ВГК     |                        | 2-й гвардейский танковый корпус |
| 01.07.1944 года | 3-й Белорусский фронт | 11-я гвардейская армия | 2-й гвардейский танковый корпус |
| 01.08.1944 года | 3-й Белорусский фронт |                        | 2-й гвардейский танковый корпус |

## Отличившиеся воины бригады
| Награда | Ф. И. О.                      | Должность                                                               | Звание                    | Дата награждения | Примечания                  |
| ------- | ----------------------------- | ----------------------------------------------------------------------- | ------------------------- | ---------------- | --------------------------- |
|         | Бикбов, Евгений Архипович     | командир отделения автоматчиков, моторизованного батальона автоматчиков | гвардии сержант           | 24.03.1945       |                             |
|         | Булыгин Семён Мефодьевич      | командир бригады                                                        | гвардии полковник         |                  |                             |
|         | Бутенко, Иван Ефимович        | командир танка Т-34, 1-го танкового батальона                           | гвардии лейтенант         | 10.01.1944       | Посмертно, погиб 21.11.1943 |
|         | Колычев, Николай Иванович     | командир танкового взвода 2-го танкового батальона                      | гвардии лейтенант         | 24.03.1945       |                             |
|         | Михайлов, Александр Борисович | командир танкового взвода 3-го танкового батальона                      | гвардии младший лейтенант | 24.03.1945       |                             |

## Фотогалерея

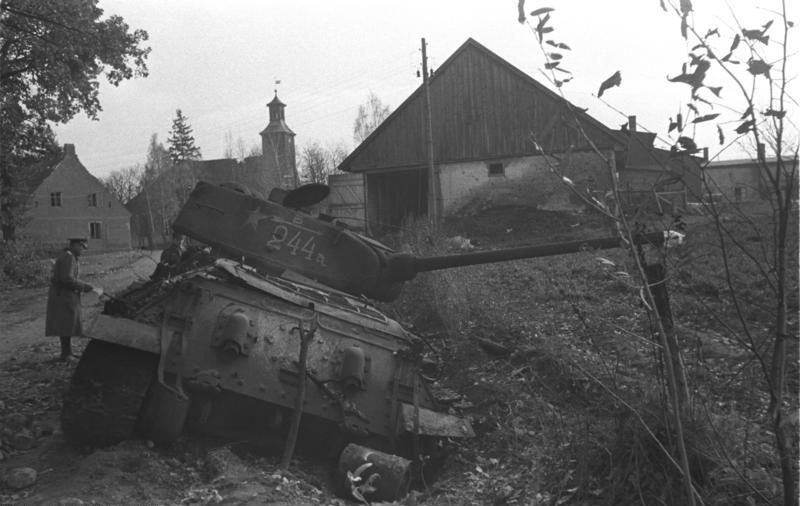
Подбитый советский Т-34-85 № 244 25-й гвардейской танковой бригады в окрестностях деревни Неммерсдорф, Восточная Пруссия.
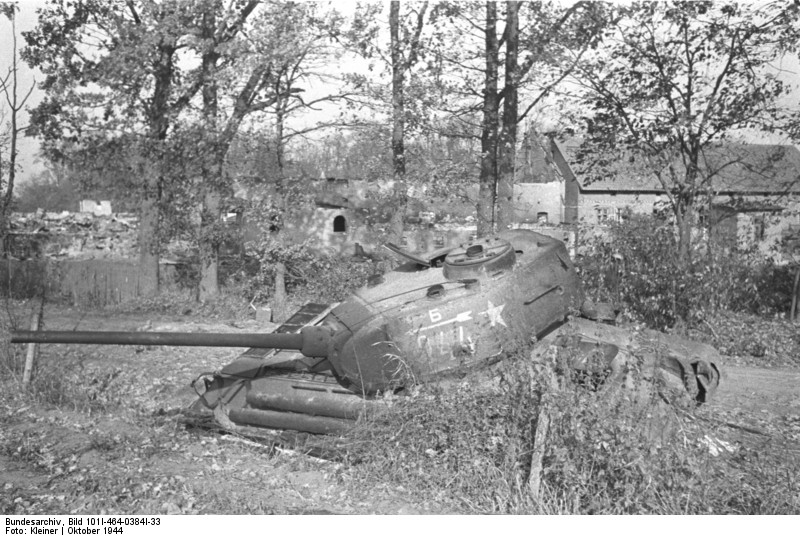
Подбитый советский Т-34-85 № 244 25-й гвардейской танковой бригады в окрестностях деревни Неммерсдорф, Восточная Пруссия.
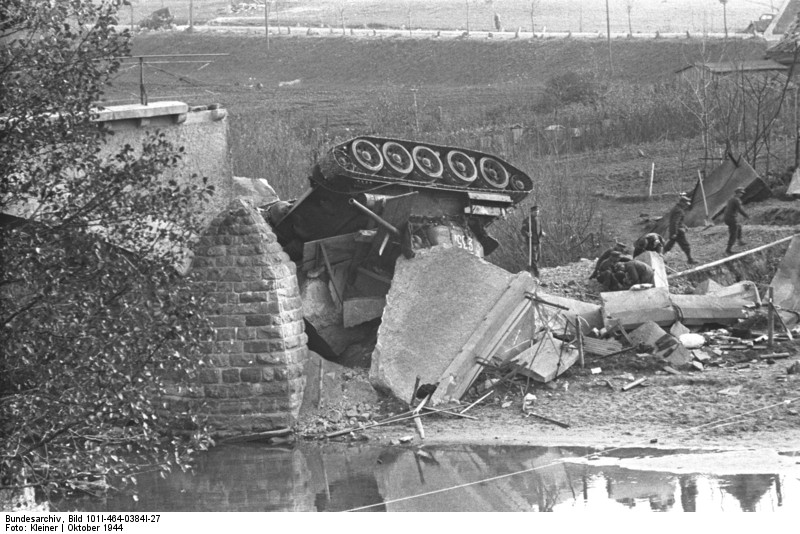
Подбитый советский Т-34-85 № 233 25-й гвардейской танковой бригады на мосту через реку Анграпа у деревни Неммерсдорф, Восточная Пруссия.
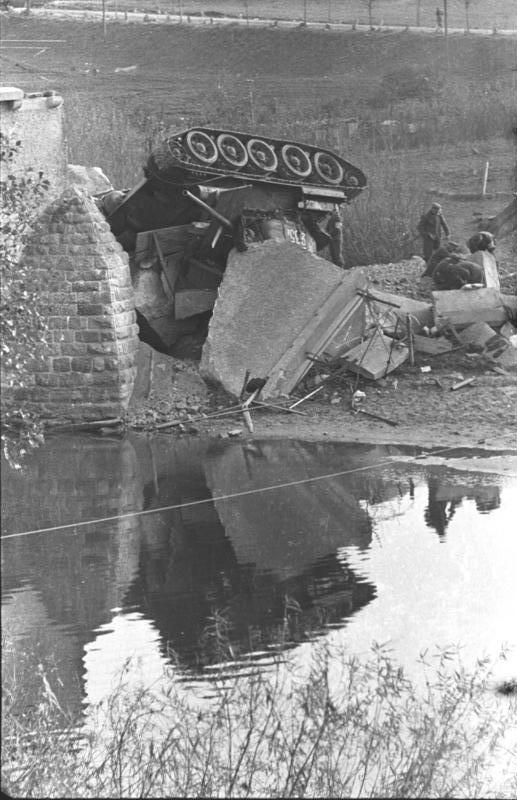
Подбитый советский Т-34-85 № 233 25-й гвардейской танковой бригады на мосту через реку Анграпа у деревни Неммерсдорф, Восточная Пруссия.
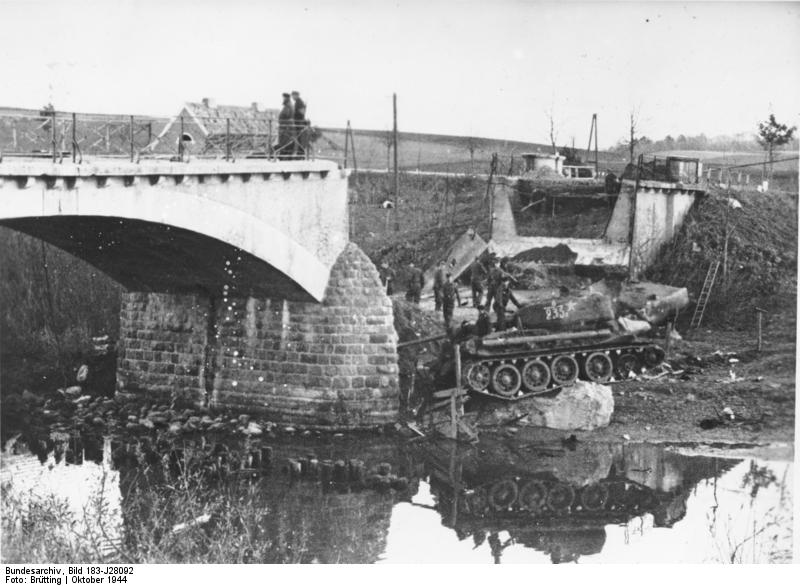
Подбитый советский Т-34-85 № 233 25-й гвардейской танковой бригады на мосту через реку Анграпа у деревни Неммерсдорф, Восточная Пруссия.